# داک داینستی
داک داینستی (انگلیسی: Duck Dynasty) مجموعهٔ تلویزیونی واقع‌نمایانه در شبکهٔ ای اند ئی است که زندگی خانوادهٔ رابرتسن را که از طریق کسب و کار خانوادگی شان به نام داک کمندر ثروتمند شده‌اند به تصویر می‌کشد. این کسب و کار مستقر در وست منرو، لوئیزیانا محصولاتی برای شکارچیان اردک تولید می‌کند که مشهور به داک کمندر است. مردان خانوادهٔ رابرتسن، برادران فیل و سای، و پسران فیل، جیس، ویلی و جپ به خاطر ریش بلند و دیدگاه‌های مسیحیشان مشهورند.
این برنامه رکوردهای متعدد رتبه بندی را در شبکه‌ای اند ئی و نیز کل تلویزیون‌ها شکسته است. فصل چهارم آن ۱۱٫۸ میلیون بیننده را به خود جذب کرد، که پربیننده‌ترین مجموعه تلویزیونی کابلی غیر داستانی در تاریخ است.